# Побратимство
Побратимство или братимљење је стари индоевропски обичај својствен ратничким сталежима. Настао је из практичне потребе да у борбама, ратник има некога ко ће му помоћи у случају невоље, рањавања. У мирнодопским условима практиковано је и између појединаца који су на супротстављеним странама, да би имали заштиту у случају хапшења. У српском народу је тај обичај био веома чест, а у ранијим временима се обављао и у склопу црквеног обреда. У самом чину братимљења крв је имала битну улогу, јер таквим чином особа која није у крвном сродству са особом са којом се братими, добија такав, и чак повлашћенији статус од рођене браће и сестара.

## Антички примјери побратимства
Ахил, главни јунак Илијаде, убио је у двобоју Хектора, принца Троје, зато што му је овај, прије тога, убио најбољег пријатеља, Патрокла.

## Страни путописци који су писали о побратимству на Балкану
Готово сви путописци који су обилазили јужне српске крајеве (Брда, Херцеговину, Црну Гору...) су понешто забиљежили и о побратимству. Што је средина културолошки традиционалнија (пежоративно: заосталија) боље су очуване старе традиције, а Црна Гора и крај око ње је идеално мјесто за проналазак очуваних старих индоевропских обичаја. Вијековима изолован због турске окупације, јужни Балкан се показао као етнолошки занимљив крај за многе западноевропске научнике и путописце. Тако Јозеф Холечек констатује да је „Идеално пријатељство двије особе истог пола, које је код нас већ потпуно заборављено, у Црној Гори представља честу појаву." У своје двије посјете Црној Гори констатовао је и чињеницу да су гусле на Цетињу готово замрле, као да их се стиде, а на њихово мјесто је дошао европски профињени звук виолине. И многи други обичаји, који су сасвим искоријењени у данашњој Црној Гори, као одсијецање главе непријатељу и сл., и у 21. вијеку су честа појава у традиционалнијим срединама Азије (Пакистан, Авганистан, Иран). Виала де Сомијер, на почетку 19. вијека у књизи '"Историјско и политичко путовање у Црну Гору"', запажа да је сат у Црној Гору у употреби тек од прије седам–осам година, и то у оном дијелу који се граничи са Далмацијом (Боком). Даље запажа: "У осталом дијелу земље тако мало људи зна за часовник да су у догађајима око Херцег Новог и Дубровника, Црногорци, који су нашим заробљеницима одузимали дугмад... били врло изненађени када би наишли на часовник са ланцем. Зећани, нарочито, нијесу имали никакву представу о њему, па га је за вријеме опсаде Дубровника један од њих бацио уплашено када је чуо како куца. Вјеровао је да се у њему крије зао дух и разбио га је каменом." (стр.83.).
У таквом озрачју, побратимство није била ствар неке нове традиције, већ је живо народно предање из најстаријих времена.

### Евлија Челебија
Евлија Челебија, османски путописац из 17. вијека је описао како је један муслиман спасио живот побратиму хришћанину у Босни, у књизи "Путопис", објављеној у преводу на српскохрватски у Сарајеву 1967. г., на 146. и 147. стр.:
"...Један крајишки газија, међутим, био је сакрио једног кршћанина – харамију у кожу. Кад су тога јунака и оног невјерника, кога је он чувао, пријавили паши, паша се расрдио и наредио: - Одмах ми доведите тога човјека и заробљеника којег је сакрио. Кад су обојица дошли на стратиште и кад је паша наредио: - Одмах крвника! – овај се јунак савио око врата свога заробљеника, те помажући и плачући рече: - Аман, велики везиру, ја сам се с овим заробљеником побратио на бојишту, ми смо један другом дали вјеру. Ако њега погубиш, он ће с мојом вјером отићи у рај и то ће за мене, јадника, бити штета, а ако ја умрем, при мени ће остати вјера овог заробљеника, и није устајао с њега. Кад је одважни паша упитао: - Хеј, газије, шта је овоме човјеку? Серхатске газије му одговоре: - Кад наши јунаци на овој нашој крајини падну у кршћанско ропство и том приликом једу и пију за столом, они се побрате с кршћанином и закуну му се на вјерност. Кршћанин да вјеру муслиману да ће га у случају потребе избавити из невјерничког ропства, а муслиман, опет, (зада вјеру кршћанину) и рекне: - Ако ти паднеш нама у ропство, и ја ћу тебе избавити од Турака. И тако даду један другом чврсту вјеру рекав: - Твоја је вјера моја, а моја је вјера опет твоја. –Је ли? – Јест. –Затим лазну међусобно крви. Тако се побрати муслиман с кршћанином. Ето у овом случају овај невјерник је побратим овога газије. Он је некада избавио из ропства овога муслимана. Сада је, ето, тај невјерник што је у рукама ових људи постао сужањ. Ако га (његов побратим) сакрије и ако се он спасе, онда је он испунио своју задану ријеч и вјеру. Затим би од њега узео своју вјеру, а њему вратио његову вјеру. А ако сада овај кршћанин буде убијен, он иде у рај, а овај (муслиман) иде у пакао с вјером невјерника. Премда ово нема ни у муслиманској ни у кршћанској (светој) књизи, то је ипак овакав обичај на овој крајини чест. Кад су то све казали паши, он је рекао: - Ослобађам их обојицу. На то обојица нокат у ледину и ишчезоше. Сви ми, међутим, остали смо запањени пред овим разговором.“

### Мис Паулина Ирби
Мис Паулина Ирби у књизи „Путовање по словенским земљама Турске у Европи", превод на српски, Београд, 1868., на 483. страни пише:
„У Црној је Гори још једнако у пуној сили побратимство. Два човека обвежу се свечаном заклетвом да ће се један другом у невољи наћи, да ће се љубити и један другом верни бити: њихова је свеза јача и светија но свеза крвна. Замисао оваквог одношаја није црногорска, она је човечанска и стара као и свет, ми имамо по целоме свету чувено побратимство Ахила и Патрокла, и после Давида и Јонатана. Што је као карактеристично у Јужних Словена то је што и жене ступају у такву свезу као посестриме и посестримство њихово црква свечано благосиља, па онда жена може стојати у таквоме одношају и према човеку неком као посестрима, и кажу да још нема примера да је братински карактер овакве свезе изопачен.“
На 486. стр. исте књиге, пише: „...па ту се нешто поверљиво разговараше са Бошњаком. Разговор се водио о рату који ће да буде и Андрија му предложи да се побратиме и да се у боју један поред другог бију. Узајамна је обвезност оваке браће ово ако се ко од њих лако рани, онда га побратим његов износи из боја, ако ли се рани тешко па нема изгледа да ће се спасити од непријатеља, онда је његов побратим тај који ваља да му одсече главу.“

### Јозеф Холечек
Чешки патриота и путописац Јозеф Холечек у књизи из 1877., „Црна Гора“, у преводу на српски, ЦИД Подгорица 1995., наводи радосни обичај пуцања, приликом рођења сина, свадбе, доласка пријатеља или побратима (стр.30.). „Црногорац код Турчина поштује јунаштво и кад у свом противнику препозна доброга јунака, радо с њим ступа у однос побратимства.“ (стр.70.). Описујући мирење крвника и осветника пише: „Након овога се са обадвије стране издвоје по 24 мушкарца, који се братиме. Када се побратиме, сви окупљени посједају за трпезу на чијем челу стоје двојица, најстарији главари из братства.“ (стр.91.). „У виле вјерују све до данас... од тада му вила постаје посестрима, а он њен побратим. Вила својим побратимима даје чаробно биље које им помаже да их нико не може преварити.“ (стр.104)
У књизи је и посебно поглавље (стр.108.-110.) на ову тему, под насловом „Побратимство и посестримство“. Ту се описује и црквени обред братимљења:
„Идеално пријатељство двије особе истог пола, које је код нас већ потпуно заборављено, у Црној Гори представља честу појаву. Два мушкарца се сретну, донекле се упознају, па један осјети пријатељску наклоност. Тада, без одлагања, изнесе приједлог да му, уз бога и св.Јована, буде брат. Други прихвата пријатељски приједлог, па обојица заједно иду код попа да над њима изврши уобичајени обред и благослови њихову везу. Прво се исповиједе, након чега клекну пред попом, који над њима изговара одређену молитву. Након овога се причешћују, прво из калежа, и то тако што оба заједно прислоне уста на калеж и заједно сркну вино, након чега заложе комадић пријесног хљеба. Ово се понови три пута узастопце. По причешћу љубе крст, јеванђеље, иконе, а потом се и они изљубе три пута. Онај који нуди побратимство, након обреда угошћује оног кога је изабрао и дарује га према могућностима. Побратими се воле као рођена браћа, па можда чак и више. Један стоји иза другога, један другоме помаже у биједи и несрећи, а посебно у боју. Ово побратимство највише обавезује, зато што је склопљено на столу Господњем (часној трпези), по чему се назива „причесно“.
Побратимство се могло склопити и са Турчином, али, зато што се Турчин не може подврћи црквеном обреду, ово побратимство, запечаћено само пољупцима и размјеном дарова, нема дуго трајање. Прави разлог овоме је најчешће турско вјероломство. Неки се Чевљанин, побратимио са Турчином из Оногошта. Исти Чевљанин је, да би се окористио, једном приликом водио чету. Четовао је шест дана, а још није имао плијена у рукама, када се одједном појави побратим из Оногошта са цијелим стадом оваца. Чевљанин се обрадова да ће му побратим дати бар да се наједе, па га зовну: "Добро јутро, Усо, побратиме! Вјероломни Турчин прави се да га не познаје. "Ко те зове побратима? Тако се с мртвом главом братимио!" На ти ће Чевљанин: "Не зановијетај, Усо побратиме! Нико други, доли твој прави побратим, падај, за ту нашу побратимску љубав, једног овна за вечеру, јер смо ти у овијем сиромашким крајевима ево већ шести дан, цијели таин из торбица потрошисмо, а ниђе ништа да се оплијени." Прије него што је Турчин одбио: "Не, не, не дам ништа, и не мишљу на то побратимство док носим ову пушку на рамену!", још је једном Чевљанин молио: "Еј, Усо, дај једног овна да ти не морам силом узимати. Предомислимо ли се, нећеш без тог једног овна остат, већ без цијелог стада, тврду ти вјеру дајем!" Турчин је, умјесто одговора, скинуо пушку са рамена и нанишанио на побратима. То је разљутило Чевљанина, па подвикну: "А, Црногорци, образ ви не поцрнио, удримо нањ", кад неће, кад зло не хоће за бога да зна и за људску невољу!" Невјерног Турчина убише, као и оне који бјеху са њим.
Друга врста побратимства је из нужде. Кад Црногорца притисне невоља, па не зна што да чини, замоли некога од кога се нада помоћи: "Помози ми, тако ти бога и св.Јована, узимам те за богом брата!" Пољубе се, побратим помогне у оном што може, и од тада се узајамно помажу. Трећа врста је тзв. "мало побратимство", којем не претходи никакав догађај, и оно се склапа само са три пољупца у лице. Ово се побратимство може сматрати за привремено, када се укаже прилика, ступа се у чврсто побратимство.
Када се деси слична веза између двије жене или дјевојке, назива се посестримство. Посестримстава има истих врста и форми. И мушкарац може замолити жену да му буде посестрима, али се то ријетко дешава, из тог разлога што се мушкарац нерадо обраћа жени за помоћ. Мушкарци се такође могу узети за оца и посинити, жене, пак помајчити, значај овога лежи у бијелим данима.“
Паралела са обичајем усиновљења постоји са догађајем описаним у Јеванђељу по Јовану (19.25-27). Када је Исус Христос био разапет на крсту, пошто ускоро умире, а брине за своју мајку, своме ученику Јовану "помајчује" своју мајку и мајци усиновљује свог ученика, рекавши: "Жено, ето ти сина! Потом рече ученику: Ево ти мајке! И од онога часа узе је ученик к себи."
И у другој књизи о Црној Гори „Црна Гора у миру“ (1883—1884), Холечек пише (стр.45.): "У сјечама су устаници штедјели војнике који су их на српском називали "Богом побратиме" и молили их да им "дарују главу". Наиме, да би им главу, која је требало да буде плијен ханџара, оставили на раменима. На овај начин се, наводно, много војника побратимило, сусријетали су се на води, помагали једни другима да се наточи и носи вода, и то скоро до самог логора... Кривошијани, сакривени на својим стјеновитим положајима, звали су их да се представе, да би сазнали има ли међу њима њихових побратима: "О, Јоване! - О, Павле! - О, Матија! - јеси ли то ти?" Ако би био побратим, ништа му се не би десило. Ако није, било би другачије."
"Заклели су се на оштрицу ножа и главе мртвијех, да друг друга ни у једној невољи неће напустити... те да све што се умјесто крштења обрезује - може клати и убијати. Донекле се нијесу усагласили око тога треба ли да убијају и незаштићене жене и невину дјецу." (стр.62.)

### Иван Јастребов
Иван Јастребов је описао побратимство у области Доњи Дукађин (Доњи Пилот). Оно је имало за циљ удруживање са силнима, да би имали заштиту у невољи. При побратимству два пријатеља пију крв један другоме и постају браћа до смрти, а дужни су један за другога да дају и живот, ако затреба. Отуда и жеља за осветом јер крв није вода. Исто и посестриме. Побратим воли побратима више него брата. Код Срба је побратимство некада и црква освештавала, постојао је посебан обред.

### Павле Ровински
Павле Ровински је у својој Етнографији Црне Горе описао обред братимљења код Црногораца. Крв из прста би у чаши помијешали са вином и то би попили. Тај обред се раније обављао у цркви. 

## Остали примјери побратимства у српском народу кроз историју
Матија Ненадовић у Мемоарима наводи податак како се његов отац Алекса Ненадовић побратимио са једним бимбашом из Видина. Они су дошли да отму Београд Мустафа-паши, и савладани од српске војске која је бранила Мустафа-пашу, затворио се у цркву одакле се бранио. То братимљење му је спасило живот и Алекса му је помогао да се врати у Видин. Догађај се десио крајем 18. вијека. Асан-ага Сребренички и Ваљевски је наредио извршити атентат на Алексу Ненадовића. Како није успјео, а ствар се прочула, позван је од везира у Београд. Уплашио се и побратимио се с Алексом рекавши: Да си ми по Богу брат Алекса, што у и куд ћу сад? Алекса је свом непријатељу који му је припремао смрт и каснијем побратиму, помогао да побјегне у Босну, а касније је ага постао и паша.
Године 1853. побратимили су се шесторица људи из католичког племена Шестани са православним Пламенцима из Црмнице.
Црногорски годишњак "Орлић" за 1866. годину на 40. страни доноси пјесму са насловом: "ЗБОГОМ на одлазак пут Црне Горе попу Јовану Сундечићу од побратима М. Павлиновића". Спиридон Гопчевић, доказујући да су Македонци Срби а не Бугари, поред језика, крсне славе... наводи и побратимство као један од доказа. Бугари (Прабугари) као изворно туркијски народ, идентично османском путописцу Евлији Челебији овај обичај посматрају као страни. Миховил Павлиновић је у Подгори 1865. године написао текст Из повјести Црногорске Арбанаске који је објављен 1866. године у црногорском годишњаку Орлић. У тексту пише да су Срби и Скипетари браћа којима су крв и језик доста измијешани, а да их веже знамен часнога крста. Једини и други знају за виле посестриме, побратимство, заједничка је изрека Крв није вода... Кастриотић се родио од Војсаве Србкиње. У поетском опису слоге, Павлиновић наводи да су Јуре и Стефан Црнојевић, па за њима и све војводе и кнезови србски и скипетарски размијенили оружје у знак побратимства.
Најстарије српско гробље у Америци у Џексону, Калифорнија, на једном споменику има епитаф у којем се помиње побратим: "Овај спомен подиже му брат и побратим М. Попивода."

## Савремени примјери побратимства

### Градови побратими
Овај обичај узајамне повезаности и сарадње прелази и на градове, тако да је у свијету обичај да два или више градова буду међусобно партнери, градови побратими. Таква веза се огледа у културној или хуманитарној сарадњи два града.

### Дечје братимљење
Дјеца у Славонији (осамдесетих година 20. вијека, дакако и раније) су се у игри братимила тако што би се иглом уболи у прст, а потом ставили прст на прст, да се крв дотакне и то је био "обред" братимљења. У хрватској серији Чиста љубав (2017.) је приказана сцена братимљења два дјечака.